# بي. جيف ستون
بي. جيف ستون (بالإنجليزية: B. Jeff Stone)‏ هو موسيقي أمريكي، ولد في 24 أبريل 1936، وتوفي في 26 أغسطس 2011.

## وصلات خارجية
- بي. جيف ستون على موقع ميوزك برينز (الإنجليزية)
- بي. جيف ستون على موقع ديسكوغز (الإنجليزية)